# 薩庫

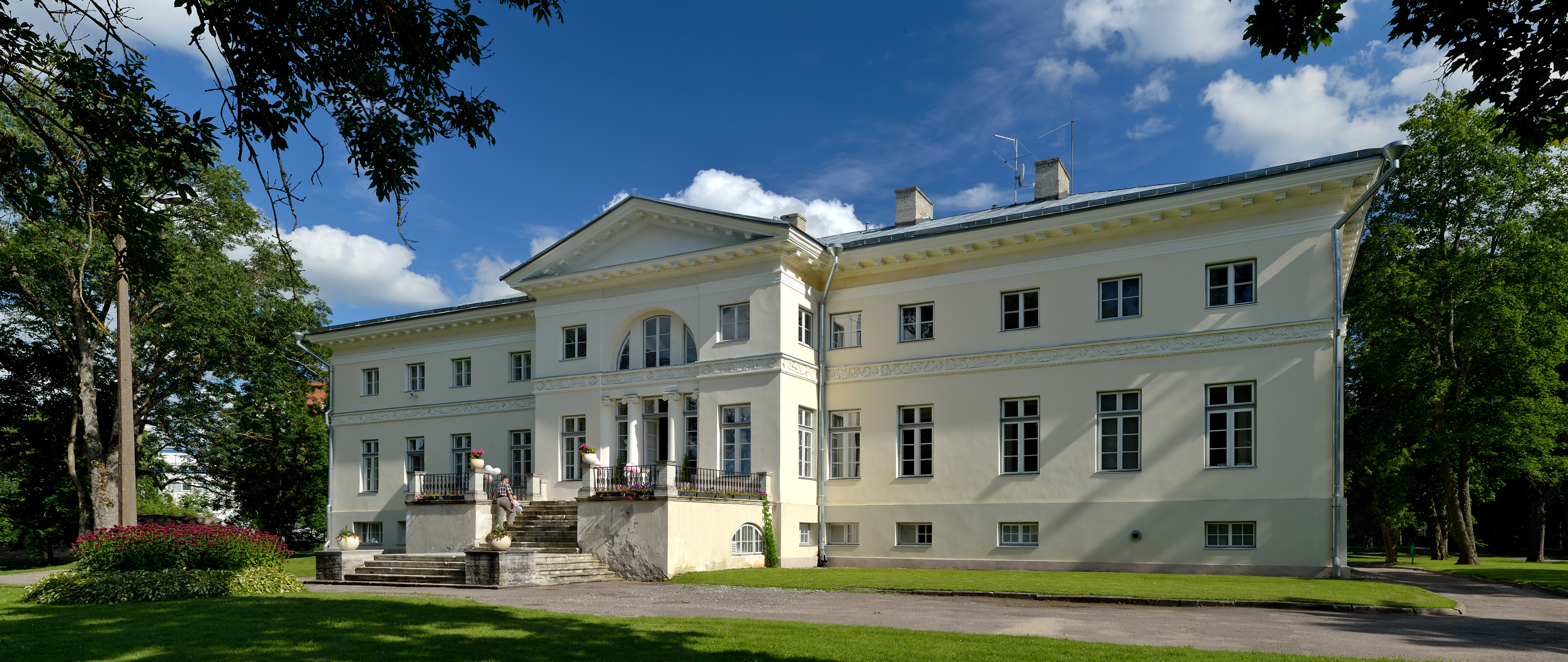
萨库庄园

薩庫是愛沙尼亞哈爾尤縣薩庫市鎮的小鎮及行政中心，位於該國北部，距離首都塔林16公里，鎮上的莊園建於1825-1830年，2012年人口4,675。
爱沙尼亚两大啤酒厂之一的萨库啤酒厂位于萨库镇内。